# 东拉乡
东拉乡，是中华人民共和国西藏自治区山南市贡嘎县下辖的一个乡镇级行政单位。

## 行政区划
东拉乡下辖以下地区：
贡嘎村、东拉村、岗巴村、玉曲村、芝龙村和吉琼村。